# 陳延 (成化進士)
陳延（？—？），字壽夫，直隸鳳陽府定遠縣人，軍籍，明朝政治人物。

## 生平
應天府鄉試第十七名舉人。成化十七年（1481年）中式辛丑科三甲第六十五名進士。

## 家族
曾祖陳貴五；祖父陳良慶；父陳能，母許氏。